# シリアルATA

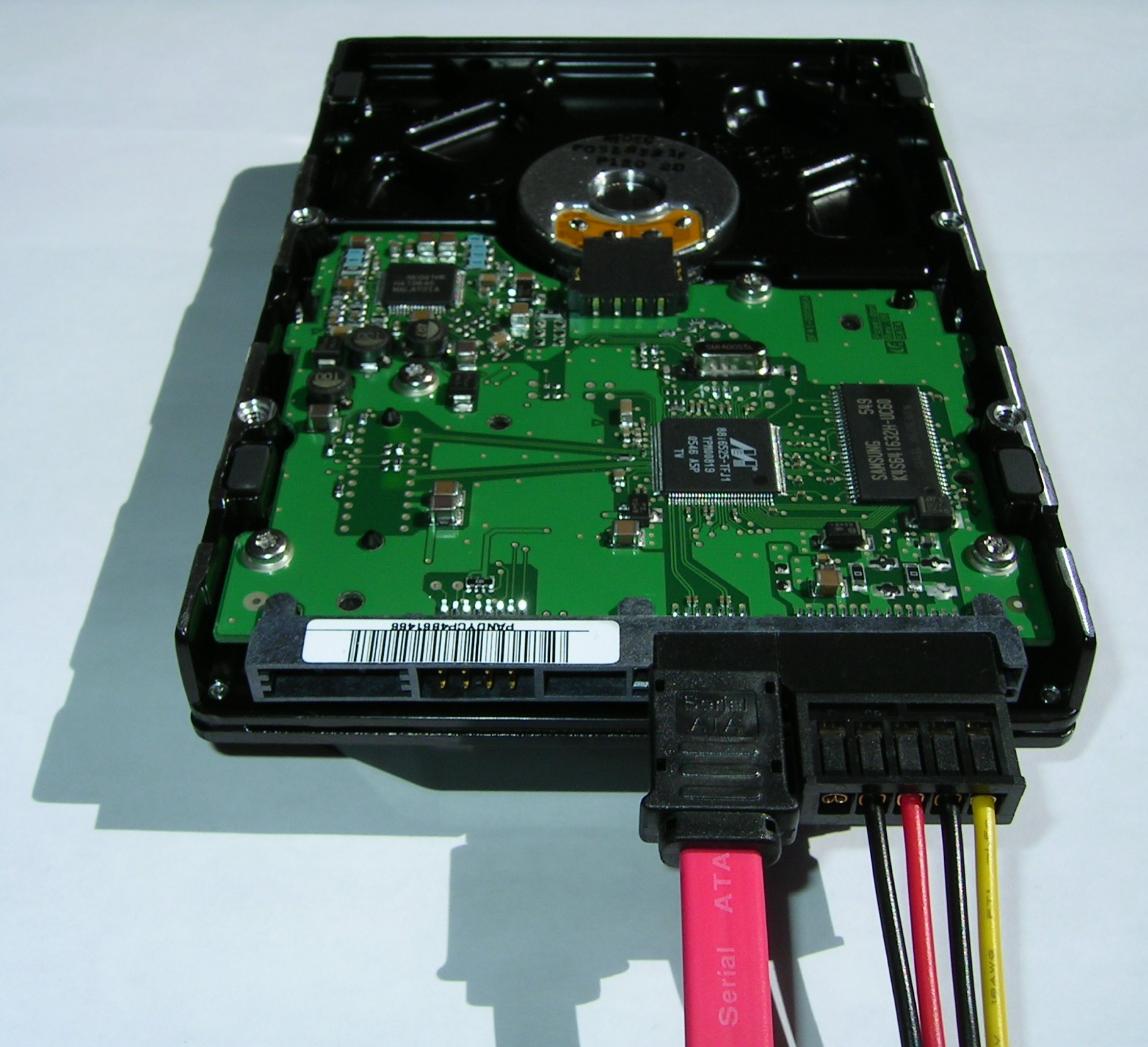
シリアルATA対応のハードディスクにケーブルが接続された状態。左のピンク色の幅広のケーブルがデータケーブル、右の4本が電源ケーブル。

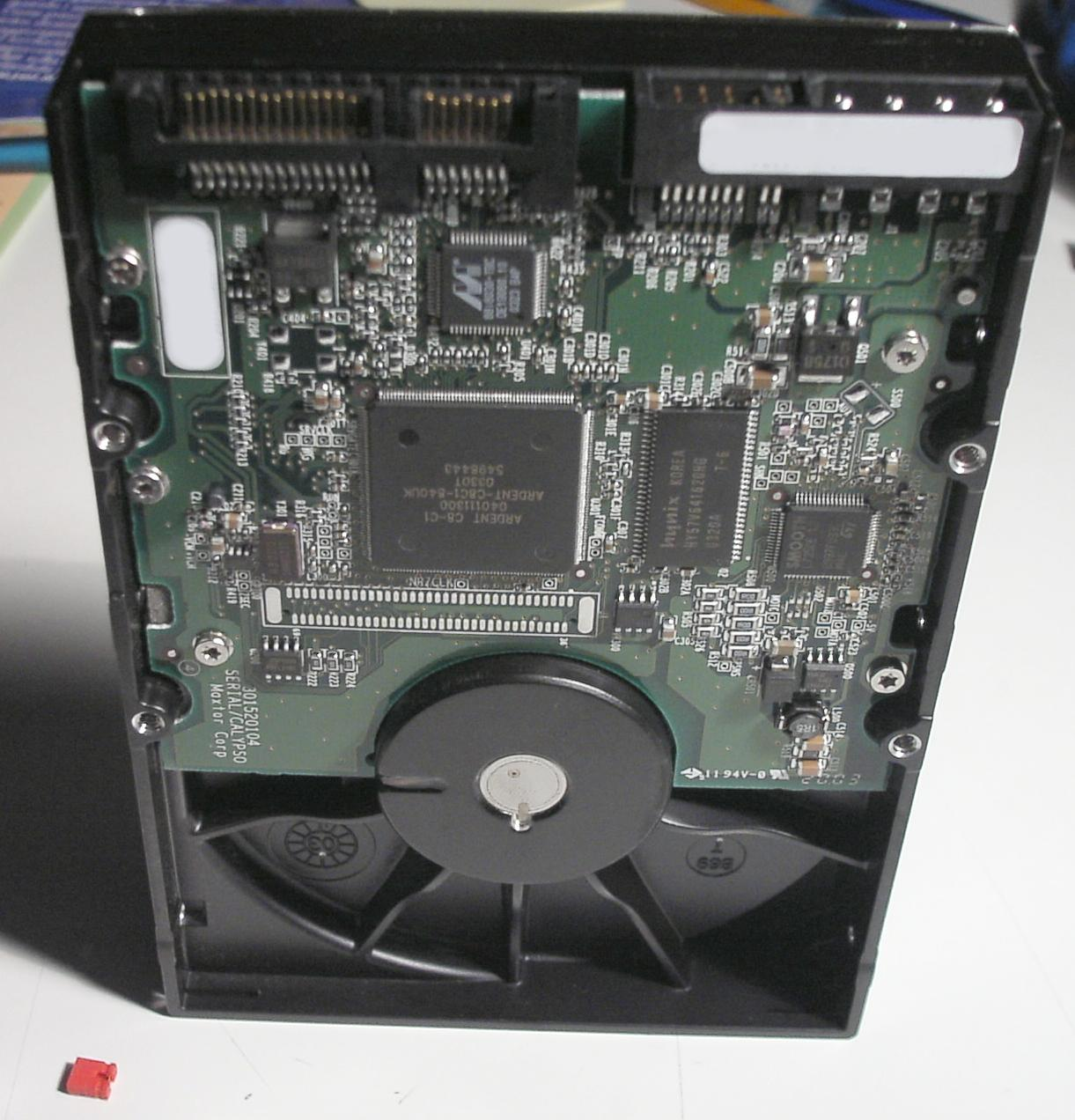
シリアルATA対応のハードディスク

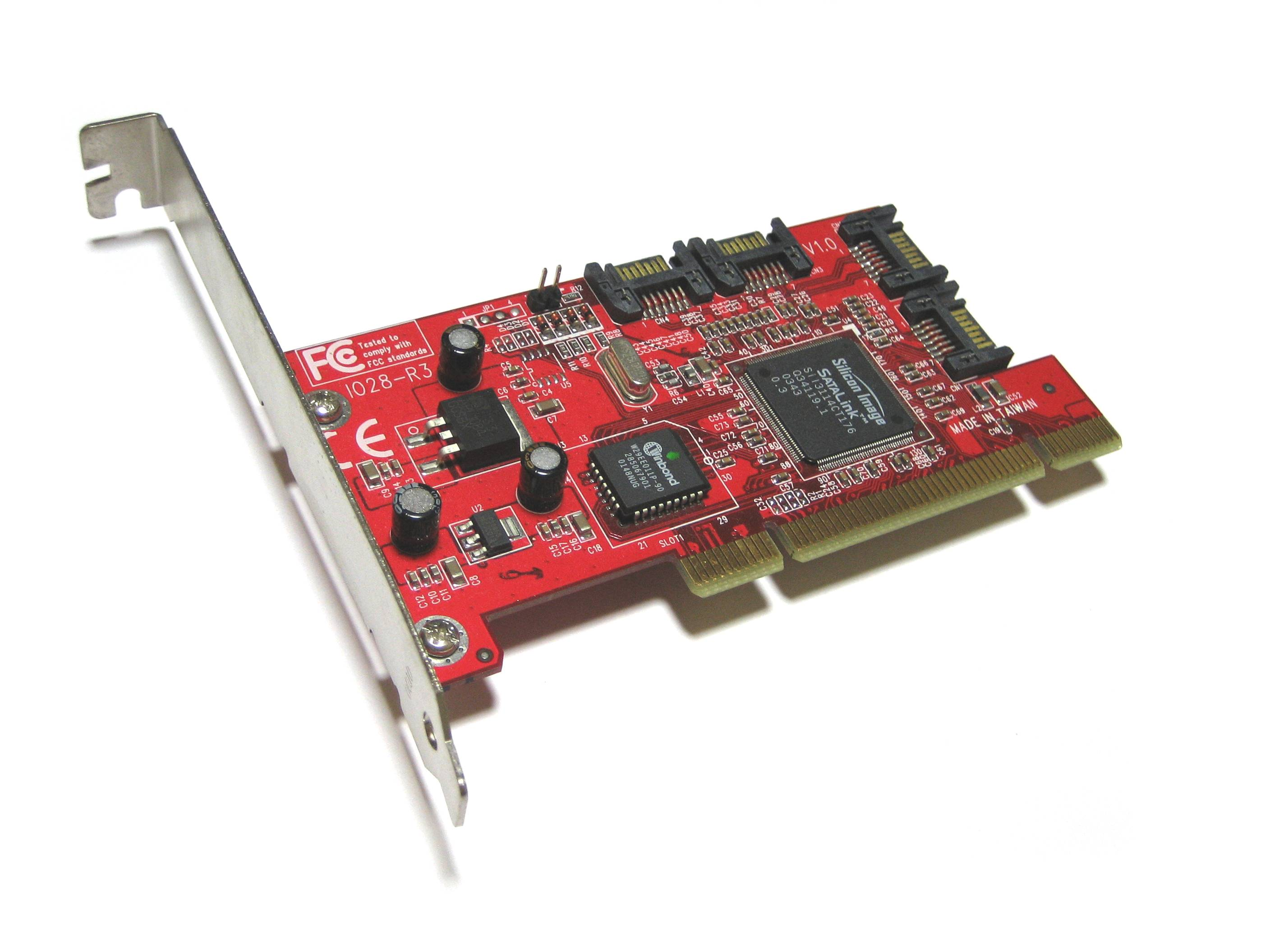
シリアルATA拡張カード

シリアルATA（SATA、Serial ATA、シリアルエーティーエー、エスエーティーエー、エスアタ、サタ）とは、コンピュータにHDD、SSDや光学ドライブを接続する為のインタフェース規格である。2010年時点において、SCSIやパラレルATAに代わって主流となっている。
英語ではセイタまたはサタと発音する。

## 概要
半二重1.5Gb/s・3 Gb/s・6 Gb/sの転送速度を持つ3つの規格があり、いずれも互換性がある。異なる規格を接続した場合、低い性能に合わせて機能する。ただし、内蔵機器用、外部機器用、小型機器用でコネクタが異なりこれらは物理的に接続できない。
上記規格は一般にそれぞれ「シリアルATA 1・2・3」(Serial ATA I/II/III) とも呼ばれるがこれは公式な規格名称ではない。規格番号と性能は必ずしも一致しないことから通称ではなく「SATA 6Gb/s」のような表記が求められている。規格仕様自体を特定したいときは「Serial ATA Revision 3.0」のように表記する。

### 経緯
旧規格のATA（パラレルATA）はデータを複数の信号線に分割して転送するため、クロックスキュー（伝送経路間に起きる信号のずれ）が発生する。分割されたデータを再結合するには全ての経路でデータの到着を待つ必要がある。この待ち時間が転送速度向上の制限となっていた。SATAはこれを解決するため信号を分割せず一つの経路で転送する規格として誕生した。
シリアルATA ワーキンググループが2000年2月に発足。2000年11月にSerial ATA Revision 1.0が発表された。2007年頃（第三世代、後のSerial ATA Revision 3.0）までの大まかな開発予定も示された。なお最初はUltra SATA/1500の名で規格が発表された。
シリアルATA 2 ワーキンググループ(Serial ATA II Working Group)の発足は2002年2月。「シリアルATA 2」(Serial ATA II) という間違った通称はこの組織名に由来する。本来は組織名であって規格を指す言葉ではなかった。後にSerial ATA International Organization (SATA-IO) へと改名。
また当初シリアルATA 2とは、NCQという特定の機能や転送速度3 Gb/sを表すという誤解があった。実際には機能と速度が別々の規格であり特定部分のみを採用した製品も可能である。2005年、このような誤解を避けるためこれらを単一規格にまとめたSerial ATA Revision 2.5が発表された。

### パラレルATAとの違い
- 信号経路のシリアル化
- ホットスワップ[注釈 1]への対応[4]
- 通信速度の向上。UDMA6の133.3 MB/sから150 MB/sに
- ケーブル長が最大45.7 cmから1 mに延長[4]。外付け用の規格eSATAでは2 m
- 信号伝送の電圧が5 Vから0.5 Vに低減 (LVDS技術を採用)。消費電力と信号干渉の低減、ケーブル長の延長を実現
- 80芯40ピンコネクターのフラットケーブルを7ピンのケーブルへ簡略化。配線の取り回しやコンピュータ内部のエアフローを改善[4]
- コネクタ部も変更。これにより両者の互換性は絶たれた (パラレルATAのマザーボードにシリアルATAのデバイスは接続できずその逆も不可)
  - 変換アダプタも販売されているが仕様が大きく異なるため正常に利用出来る保証は無い（特にATAPIデバイス[7]）
- マスタースレーブ接続の廃止。1本のケーブルに1台のデバイスを接続するようになった
  - 2003年以前のマスタースレーブ前提のOSでは誤動作する可能性もあるがチップセットで吸収できる場合が多い。パラレルATAのエミュレートモードやデバイスドライバで補う
- USB同様にホストコントローラのレジスタインタフェースは規格範囲外になった (ホストコントローラのAHCI規格はシリアルATAと独立)
  - パラレルATAでも明示的な規定はなかったが「タスクファイル」を実際のレジスタと見做す実装がほとんどであった
- リンクレイヤはパラレルATA同等の機能。パラレルATAのレジスタインタフェースをエミュレートするホストコントローラを容易に実装可能
  - インテルのICH（I/O コントローラー・ハブ）が実例
- 電源及び信号コネクタの物理寸法と配置が規格化。デバイスメーカを問わず共通のバックプレーンに直接着脱できる

### Advanced Host Controller Interface
Advanced Host Controller Interface (AHCI) は、Serial ATA Revision 2.0 と密接な関連があるがホストコントローラーの独立した規格でありシリアルATA規格には含まれない。
シリアルATA対応のホストコントローラーの内、動作モードに"AHCI"やIDEエミュレーションモード（"IDE"や"PATA"などと表記）を持つものがある。これら動作モードではオペレーティングシステムやデバイスドライバを正しく設定する必要がある。

### プロトコル
トポロジ

エンコード
物理層では8b/10bエンコードを行うためデータリンク帯域は物理レートの80%となる。（例：SATA 3 Gb/sでの実効転送速度は2.4 Gb/s、300 MB/s）

## リビジョン

### Serial ATA Revision 1.0 (1.5 Gbit/s, 150 MB/s, Serial ATA-150)
- 物理転送速度 - 半二重1.5 Gb/s
- 実効転送速度[注釈 3] - 半二重1.2 Gb/s (150 MB/s)
- インターフェイス名 - First generation

#### Serial ATA Revision 1.0a
2003年1月7日にリリース

### Serial ATA Revision 2.0 (3 Gbit/s, 300 MB/s, Serial ATA-300)
Serial ATA Revision 1.0aを基に拡張したもの。Serial ATA Revision 1.0a策定後から2004年頃までにとりまとめられた技術的な拡張全体を指す。
- 物理転送速度 - 半二重3 Gb/s
- 実効転送速度 - 半二重2.4 Gb/s (300 MB/s)
- インターフェイス名 - Second generation
- NCQ (Native Command Queuing) やマルチポート等の概念を入れる
- 15ピン電源端子にアクティブLEDやスピンアップ制御機能をオプション扱いで盛り込む
- インタフェース仕様の統一の為、AHCIが規格化された。ATAエミュレートが不要な為性能も向上する。

#### Serial ATA Revision 2.5
2005年8月23日付 SATA-IO、シリアルATAのRevision 2.5仕様を策定
- SATA 1.0aとSATA 2.0の拡張仕様を統合

#### Serial ATA Revision 2.6
2007年3月5日付 SATA-IO、シリアルATAのRevision 2.6仕様を策定
- 小型フォームファクタ用スリムドライブ向けのスリムケーブルとコネクタ[4]
- 1.8インチHDD向けのMicro SATAコネクタ[4]
- Mini SATAの内蔵/外付けマルチレーンケーブルとコネクタ[4]
- 複雑なワークロード環境のデータに対するネイティブコマンドキューイング (NCQ) の優先度の強化[4]
- NCQのアンロードの強化[4]

### Serial ATA Revision 3.0 (6 Gbit/s, 600 MB/s, Serial ATA-600)
2008年8月18日付 SATA-IO 発表、2009年5月27日策定完了。米マーベル社からSerial ATA Revision 3.0コントローラチップが出荷されており、マザーボードやインタフェースカードに搭載、販売されている。パソコン向けチップセットにおけるサポート（機能の内蔵）は、AMDが890GXのサウスブリッジのSB850へSerial ATA Revision 3.0コントローラを実装し、インテルはSandy Bridgeに対応するチップセット6x世代から実装した。
- 物理転送速度 - 半二重6 Gb/s (750 MB/s)
- 実効転送速度 - 半二重4.8 Gb/s (600 MB/s)
- インターフェイス名 - Third generation
- 電力管理能力の向上
- アイソクロナス転送（帯域保証）によるNCQ (Native Command Queuing) ストリーミングコマンドの追加（オーディオや動画等の広帯域データ転送向け）
- NCQコマンドのホストコントローラ処理や管理強化によるパフォーマンスの最適化
- 1.8インチドライブ向け小型LIF (Low Insertion Force) コネクタのサポート
- ノートPC用7mmスリム光学ドライブ向けコネクタのサポート
- INCITS ATA8-ACS 規格適合（HDDとSSDの識別が可能となる）
- 低コスト・低消費電力の方向性を継続

#### Serial ATA Revision 3.2
- SATA Expressに(2GB/s[10])対応
- M.2に対応
- SSHDに対応
- Power Disable機能に対応
  - SASと同様のPower Disabl（電源無効化）機能で電源コネクタのピン3を使用する

## ケーブル、コネクタ、ポート

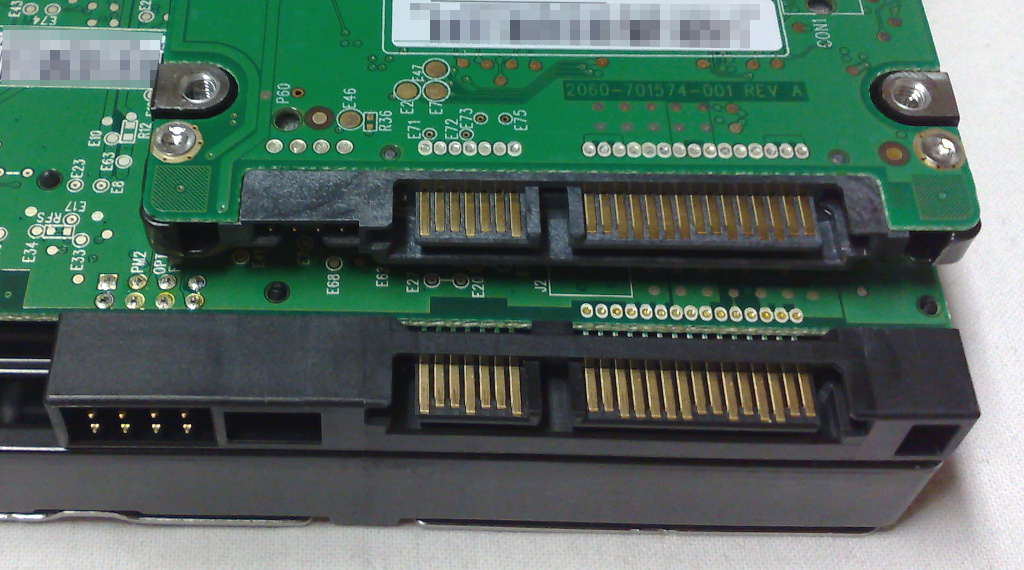
3.5インチHDDの上に乗った2.5インチHDD。データ及び電源のコネクタのクローズアップ。コネクタの規格が同じであることを確認できる。

コネクタとケーブルはSATAとパラレルATAを比較した時に最も顕著に異なる箇所である。PATAとは異なり、主にデスクトップやサーバーコンピューター用に使用される3.5インチの記憶装置と、ノートパソコンなどの小型パソコンに使用される2.5インチの記憶装置で同じコネクタが使用される。
microSATAコネクタは1.8インチの記憶装置のほか、DVDやBlu-rayなどの小型デバイスにて使用される。
外部装置用にはeSATAコネクタが指定される。この場合SATAドライブはSASコントローラに接続されネイティブSASディスクと同じケーブルで通信できるが、SATAコントローラではSASディスクを処理はできない。
マザーボードなどが備えるSATAポートは誤って抜けないようにロックやクリップのついたデータケーブルを使用。一部のケーブルは接続を容易にするためにL字型のコネクタとなっている場合がある。

### データ用
| ピン | ピン | 接続順     | 機能          |
| ---- | ---- | ---------- | ------------- |
|      | 1    | 1st        | GND           |
|      | 2    | 2nd        | A+（転送）    |
| 3    | 2nd  | A−（転送） |               |
|      | 4    | 1st        | GND           |
|      | 5    | 2nd        | B−（受信）    |
| 6    | 2nd  | B+（受信） |               |
|      | 7    | 1st        | GND           |
| —    | —    | —          | N/C（カギ部） |

SATA規格は、7本の導線（3つのGNDと4本2対データ線）と両端に8 mm幅のコネクタを持つデータケーブルを定義している。
SATAケーブルの長さは最大1 mで、1つのマザーボードソケットを1つの記憶装置に接続できる。PATAのリボンケーブルでは、1つのマザーボードソケットを1つまたは2つのハードドライブに接続し、40本または80本の導線で長さ45.7 cmに制限されている。このため、SATAケーブルはPATAケーブルに比べて取り付け易く、空冷の障害となりにくい。なお、PATAに比べ偶発的に抜けやすくなるが、これについてはロック機能を持ったケーブルを使用することで回避できる。

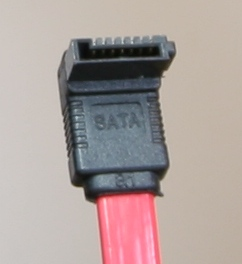
7ピンSATAケーブル（上向きL字型コネクタ）
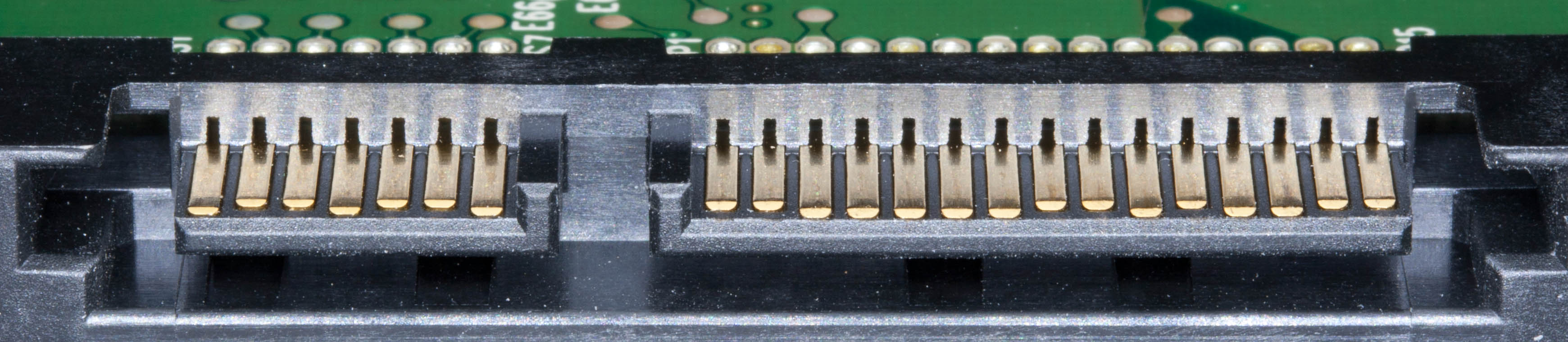
3.5インチHDDのSATAのポート。左がデータ用、右が電源。長いピンはGNDもしくはPre-chargeであり、先に接触するようになっている。
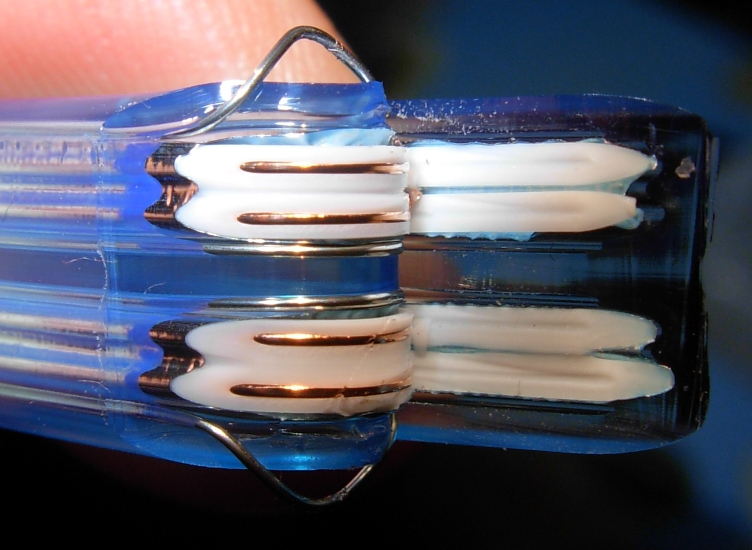
完全にシールドされたSATA3.0ケーブルの断面図

### 電源

#### 標準コネクター
各電圧は3ピンで構成され、1ピン当たり1.5 Aを供給できる。

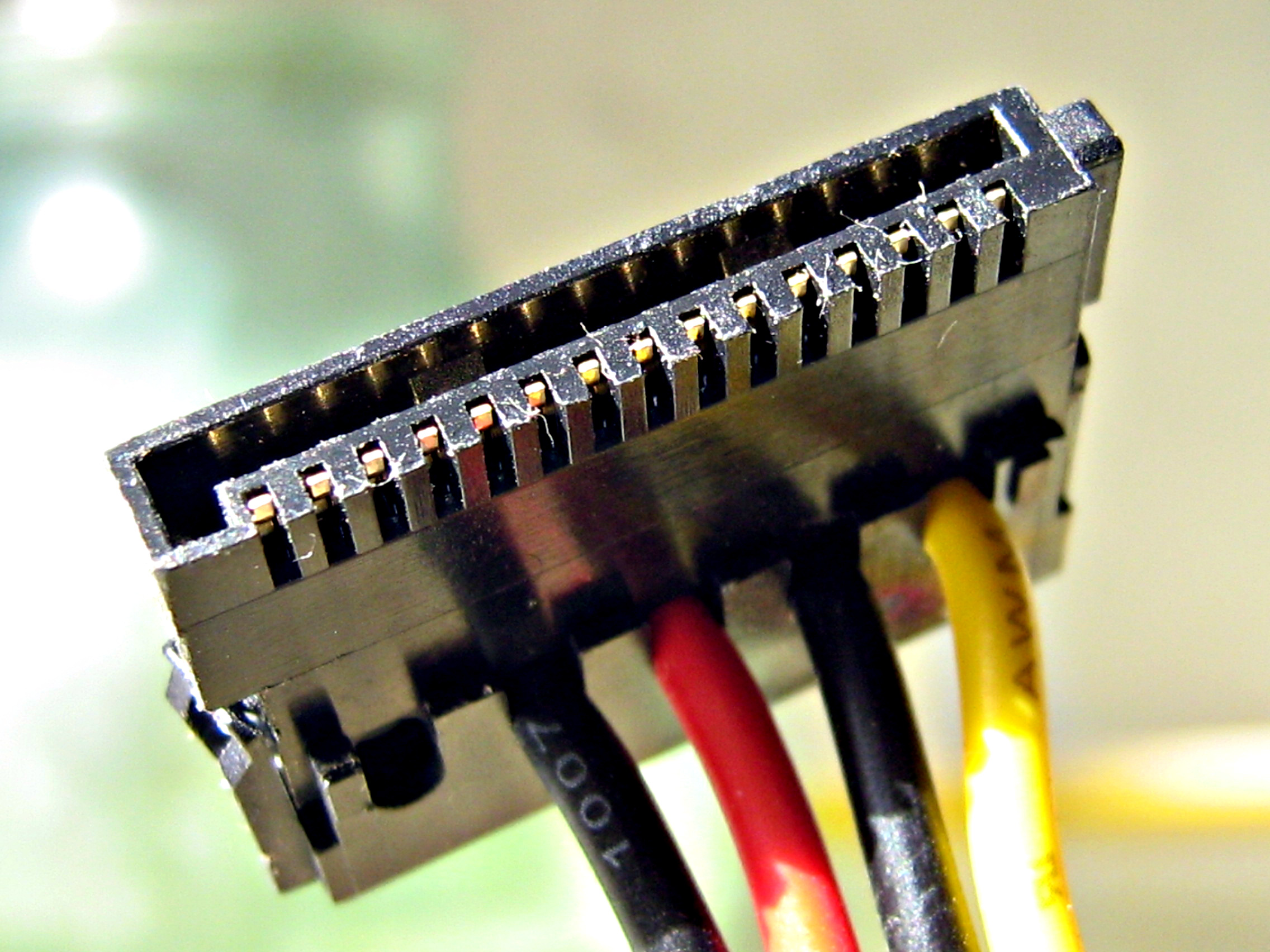
15ピン 電源用メスコネクター
このコネクターは3.3 V給電を備えていない。

| ピン | ピン | 接続順 | 機能                                                                         |
| ---- | ---- | ------ | ---------------------------------------------------------------------------- |
| —    | —    | —      | N/C（カギ部）                                                                |
|      | 1    | 3      | 3.3 V                                                                        |
| 2    | 3    |        | 3.3 V                                                                        |
| 3    | 2    |        | 3.3 V                                                                        |
|      | 4    | 1      | GND                                                                          |
| 5    | 2    |        | GND                                                                          |
| 6    | 2    |        | GND                                                                          |
|      | 7    | 2      | 5 V                                                                          |
| 8    | 3    |        | 5 V                                                                          |
| 9    | 3    |        | 5 V                                                                          |
|      | 10   | 2      | GND                                                                          |
|      | 11   | 3      | ドライブアクティブ信号/スタッガードスピンアップ無効 （サポートドライブのみ） |
|      | 12   | 1      | GND                                                                          |
|      | 13   | 2      | 12 V                                                                         |
| 14   | 3    |        | 12 V                                                                         |
| 15   | 3    |        | 12 V                                                                         |

#### スリムコネクター
ノートPCの光学ドライブなど向けに、Serial ATA Revision 2.6 で規格化。

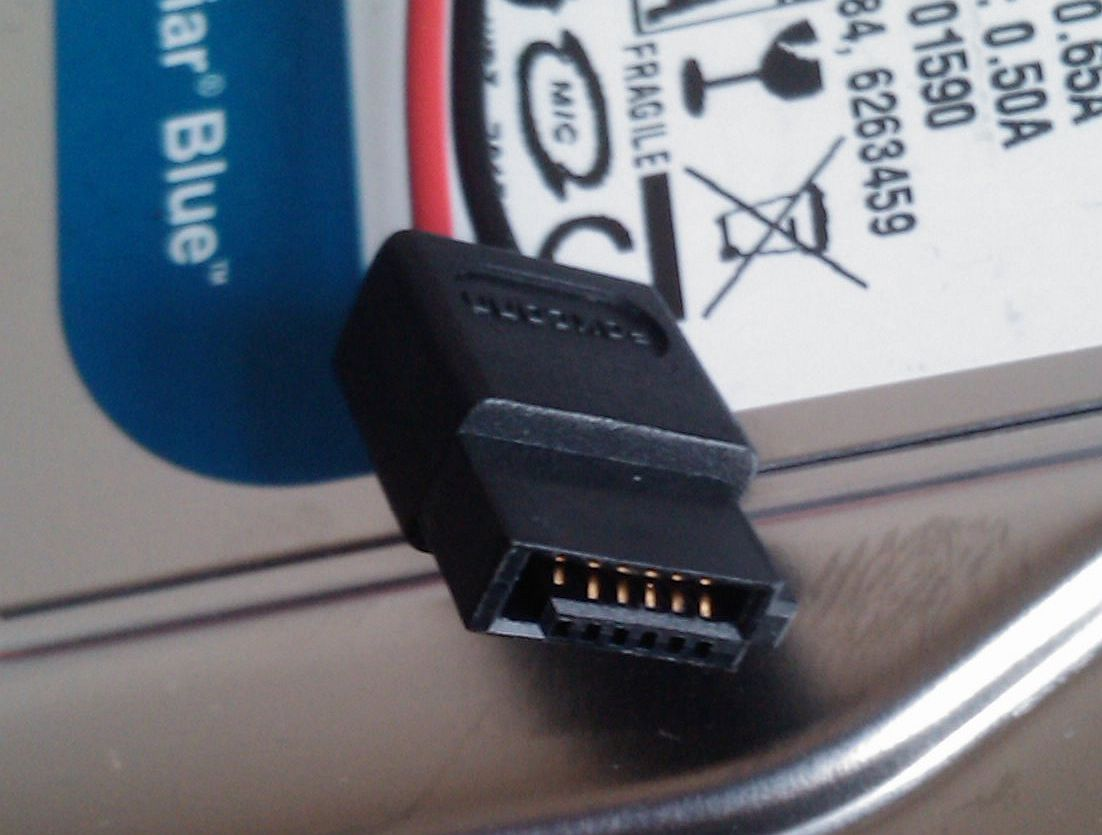
6ピン 電源用スリムコネクター。1ピンは他のピンよりも短い

| ピン | ピン | 機能          |
| ---- | ---- | ------------- |
| —    | —    | N/C（カギ部） |
|      | 1    | デバイス存在  |
|      | 2    | 5 V           |
|      | 3    | 5 V           |
|      | 4    | 診断用        |
|      | 5    | GND           |
|      | 6    | GND           |

#### マイクロコネクター
1.8インチHDDなど向けに、Serial ATA Revision 2.6 で規格化。なお、データ用のマイクロコネクターもあり、データ用の標準コネクターに似ているが、少しだけ薄い。
| ピン | ピン | 機能          |
| ---- | ---- | ------------- |
|      | 1    | 3.3 V         |
|      | 2    | 3.3 V         |
|      | 3    | GND           |
|      | 4    | GND           |
|      | 5    | 5 V           |
|      | 6    | 5 V           |
|      | 7    | 予約          |
| —    | —    | N/C（カギ部） |
|      | 8    | ベンダー依存  |
|      | 9    | ベンダー依存  |

### eSATA

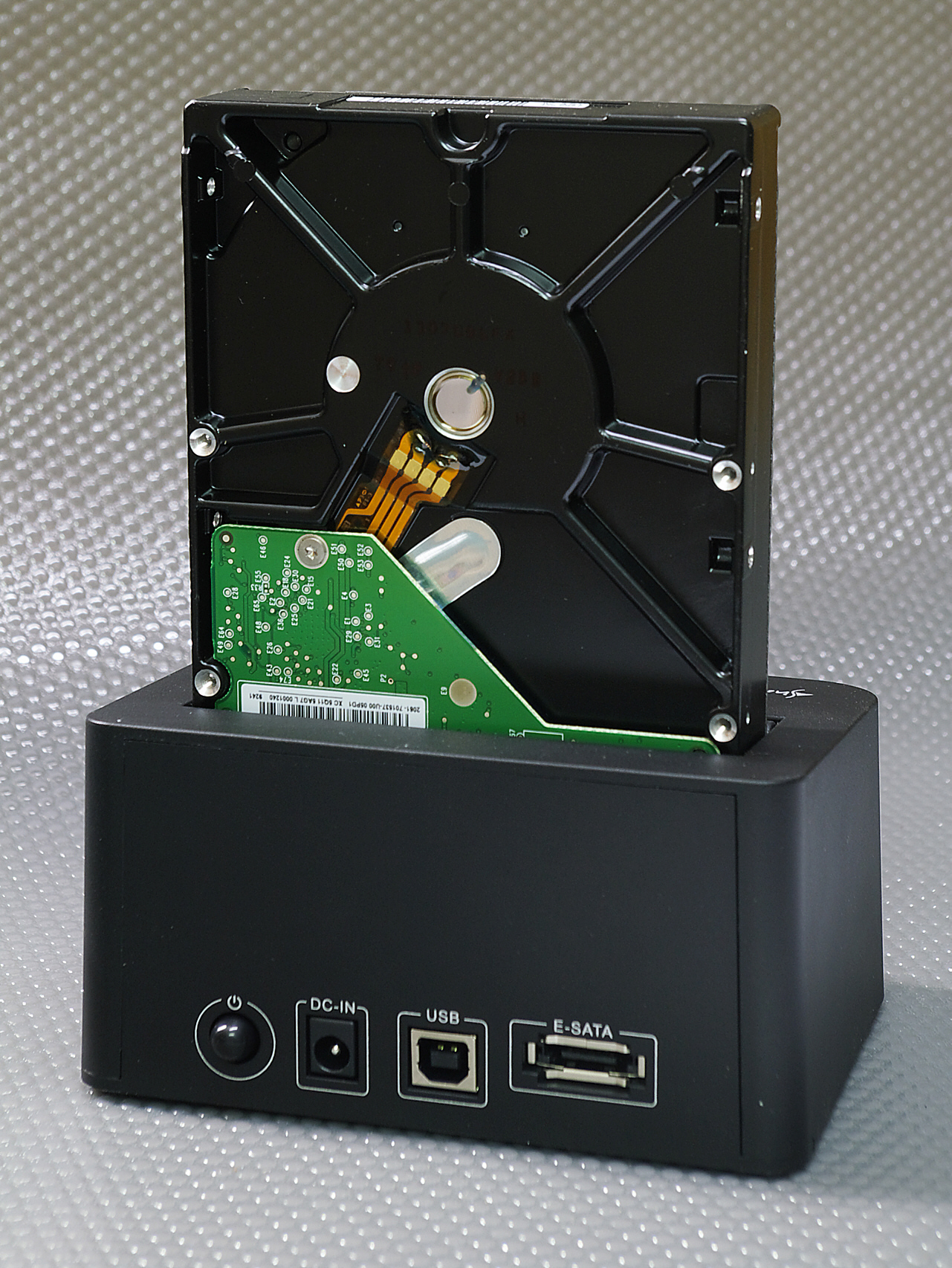
eSATA対応HDDスタンド（背面）。向かって右端にeSATAポートが見える。

External Serial ATAの略称。Serial ATA Revision 1.0aの拡張規格で、字の綴りから「イーサタ」等とも呼ばれる。外付けドライブ向けに定義されたもの。
- 誤接続を防ぐ為、eSATAのコネクター形状はシリアルATAのコネクター形状とは違うものになっている
- 接続ケーブルの長さは最大2 m
- ホスト（コンピュータ）の電源を入れたまま、接続ケーブルを抜き差し出来るホットスワップ[注釈 1]に対応
- eSATA外部用コネクターとケーブルは規格上、5000回以上の抜き差しに耐えること、となっている（SATA内部用コネクターは、規格上は50回以上となっている）
- eSATA (3 Gb/s) はUSB 2.0接続の5倍以上の速度で通信可能、eSATA (6 Gb/s) はUSB 3.0と同程度
- コネクタ中央の台座部分がUSBコネクタと同じサイズであり、またeSATAもUSBも端子がコネクタの片面にしかついていないことを利用して、片面にUSB用の端子を、もう片面にeSATA用の端子を実装することで、USBケーブルとeSATAケーブルの両方を排他利用して接続できる、コンボコネクタと呼ばれるものも存在し、一部のマザーボードやUSBとeSATAの両方に対応する外付けハードディスクなどで採用されている
  - なお、コネクタの厚みはUSBケーブルの方が厚くなっており、横幅はeSATAケーブルの方が長くなっているため、逆差しをすることはできなくなっている
- eSATA接続ケーブルはシングルシールドの短距離ケーブルか、デュアルシールドの長距離ケーブルのいずれかであり、必ず平衡型のフィーダー線接続でなくてはならない。線を束ねて「ラウンドケーブル」と称するケーブルはeSATAの規格外であり、高速転送時にエラーが多発するなど問題が多い（フィーダー線を丸く加工した物は問題ない）。
- SATA-eSATA変換において、いずれがホストアダプター側となっても良い。例えば、SATA-eSATA変換アダプタ間をeSATAケーブルで結んだ物はそのままSATAケーブルとみなして使用できる。外部エンクロージャーや、ハードディスクを裸で使用する場合に、この様なケーブルトポロジーは便利である。
- 専用のブートROMを搭載したeSATA対応マザーボード又はホストバスアダプタと対応したハードドライブを組み合わせることで、マルチブート環境の構築も簡単に行える。LinuxなどのUNIX系OSのみならず、Windowsのインストールも可能であることに加え、信号変換に伴う転送速度のロスも全く発生せず、AHCIやNCQを含むSATAが持つメリットを最大限に享受することができる。このため、USB 3.0などの後継規格が普及した現在においても、複数のOSを切り替えて使用するユーザーの間では、根強い人気がある。

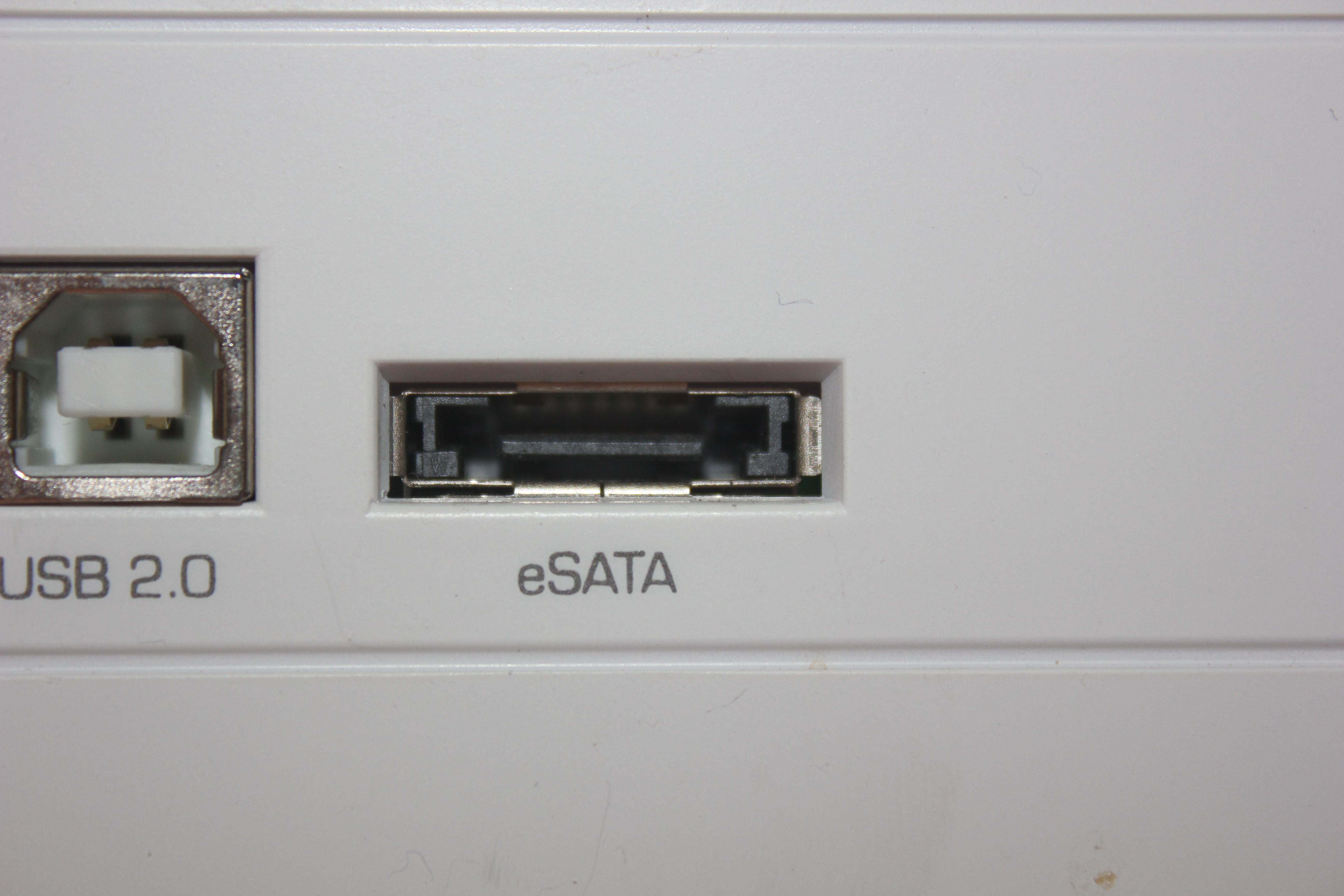
周辺機器のeSATAポート
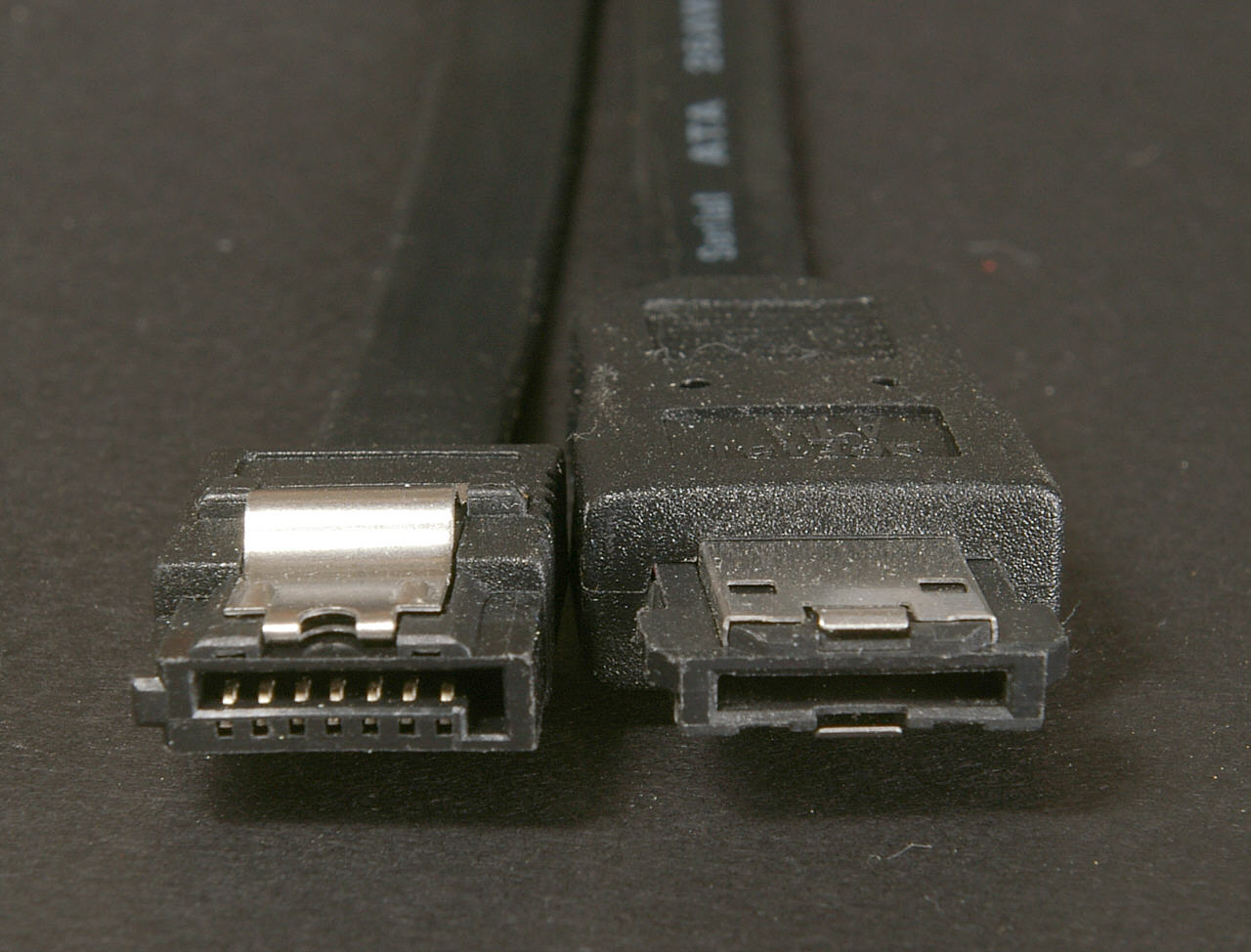
SATAケーブル端子（左）とeSATAケーブル端子（右）
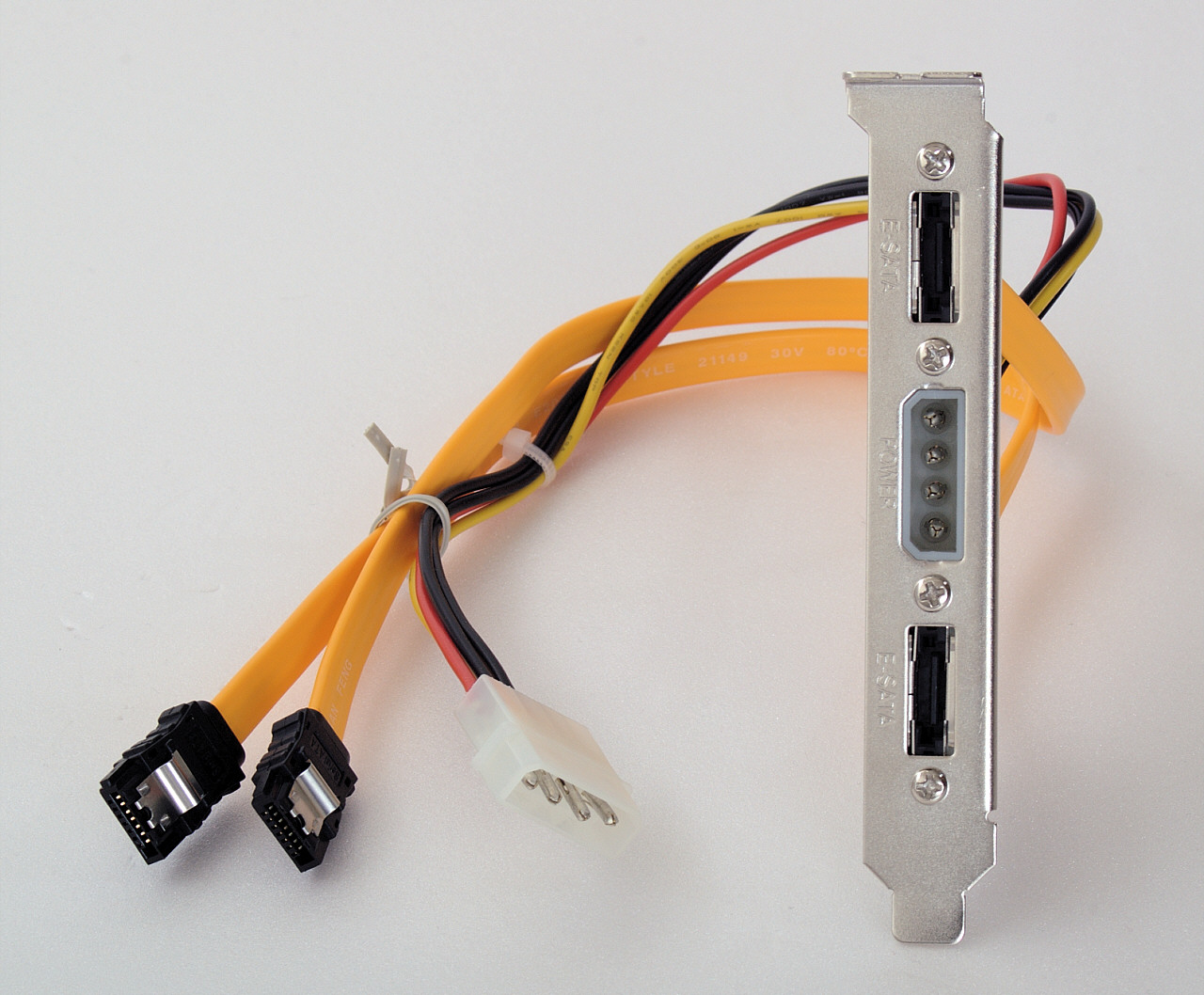
eSATAポート拡張ブラケット
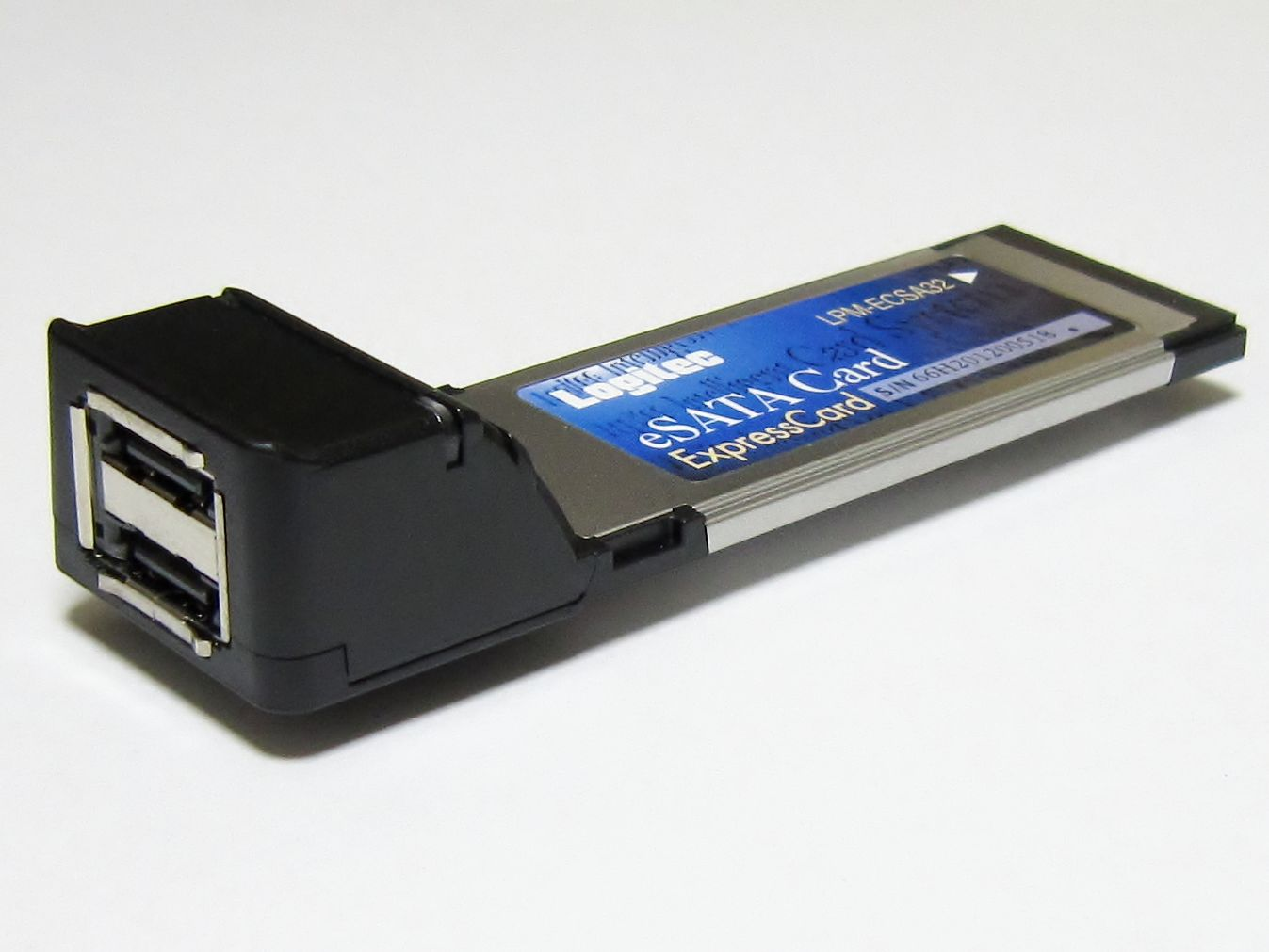
ExpressCard形式のeSATA拡張カード

#### eSATAp

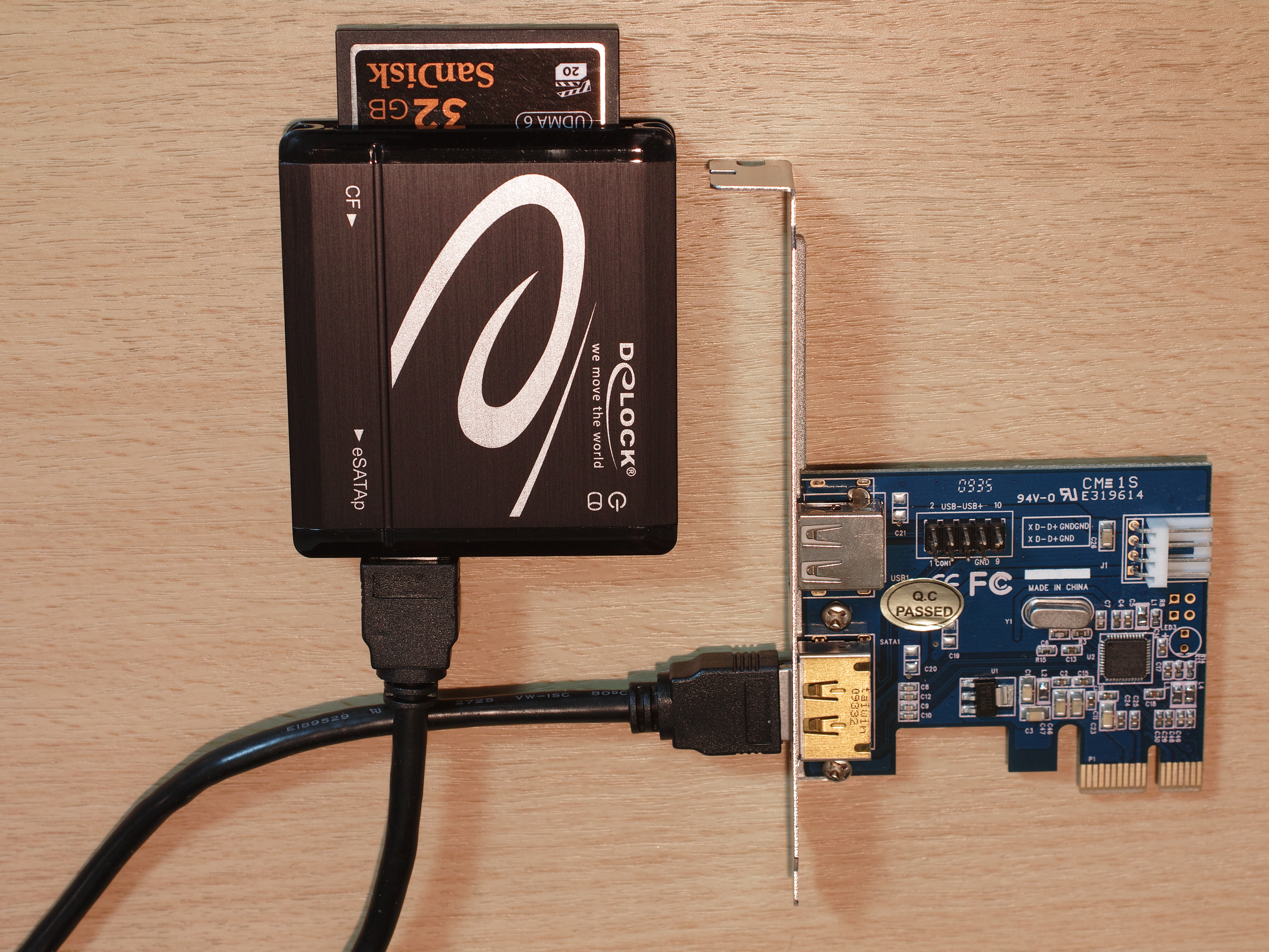
eSATAp対応メモリーカードリーダライタ（左）とPCI express 1x形式の拡張カード（右）。

eSATAに5Vと12Vの端子を加えてバスパワー対応にした規格。
eSATAポートの両端に給電用のコネクタを備えており、ケーブルもeSATAp専用品である。
eSATApポートでも通常のeSATAの周辺機器が使用でき、eSATAケーブルも使用できるため下位互換性はあるものの、バスパワーでの使用はパソコン・周辺機器側のポートのeSATApへの対応が必須で、ケーブルもeSATAp専用品が必要であり、eSATApポートを備えたパソコン・インターフェイスカード・周辺機器・eSATAp専用ケーブルは日本では発売されていないため、日本では全く普及していない。

### SATA Express
2011年8月10日付 SATA-IO 発表。内部インターフェースとしてPCIeを、ソフトウェア基盤としてSATAを用いることでコストを抑え、従来のアプリケーション資産と互換性を保ちつつ、規格上の最大転送速度 8 Gbps (1 GB/s)（X1接続）および16 Gbps (2 GB/s)（X2接続）を実現。新たなデバイス側およびマザーボード側コネクタ規格も制定することで、高速なSATA Express 製品と従来のSATA製品への両対応を可能。2本のSATAケーブルと特殊端子を使用している。
2019年現在、SATA Express を搭載しているマザーボードはほとんどなく、M.2に移行している。

## 他の接続規格との比較
| 通称ないしは略記                | 保証されている帯域幅 (Mbit/s) | 最大転送速度 (MByte/s) | 最大ケーブル長 (m)       | 電源供給      | チャンネル毎の最大デバイス数 |
| ------------------------------- | ----------------------------- | ---------------------- | ------------------------ | ------------- | ---------------------------- |
| SATA 3.0                        | 6,000                         | 600                    | 1                        | No            | 1                            |
| SATA 2.0                        | 3,000                         | 300                    | 1                        | No            | 1                            |
| SATA 1.0                        | 1,500                         | 150                    | 1                        | No            | 1                            |
| eSATA                           | 6,000                         | 600                    | 2 with eSATA HBA         | No            | 1                            |
| eSATAp                          | 6,000                         | 600                    | 2 with eSATA HBA         | 5 V/12 V      | 1                            |
| PATA 133                        | 1,064                         | 133.5                  | 0.46 (18 in)             | No            | 2                            |
| SAS 3.0                         | 12,000                        | 1200                   | 10                       | No            | 128                          |
| SAS 2.0                         | 6,000                         | 600                    | 10                       | No            | 128                          |
| SAS-1.0                         | 3,000                         | 300                    | 10                       | No            | 128                          |
| FireWire 3200                   | 3,144                         | 393                    | 100                      | 15 W, 12–25 V | 63                           |
| FireWire 800                    | 786                           | 98.25                  | 100                      | 15 W, 12–25 V | 63                           |
| FireWire 400                    | 393                           | 49.13                  | 4.5                      | 15 W, 12–25 V | 63                           |
| USB 3.2 Gen2x2                  | 20,000                        | 2,500                  | 2                        | 4.5 W, 5 V    | 127                          |
| USB 3.1 Gen2 / USB 3.2 Gen 2x1  | 10,000                        | 1,250                  | 2                        | 4.5 W, 5 V    | 127                          |
| USB 3.0 / USB 3.1 Gen 1         | 4,000                         | 400                    | 3                        | 4.5 W, 5 V    | 127                          |
| USB 2.0                         | 480                           | 60                     | 5                        | 2.5 W, 5 V    | 127                          |
| USB 1.0                         | 12                            | 1.5                    | 3                        | Yes           | 127                          |
| SCSI Ultra-640                  | 5,120                         | 640                    | 12                       | No            | 15                           |
| SCSI Ultra-320                  | 2,560                         | 320                    | 12                       | No            | 15                           |
| Fibre Channel over optic fiber  | 10,520                        | 2,000                  | 2 – 50,000               | No            | 126                          |
| Fibre Channel over copper cable | 4,000                         | 400                    | 12                       | No            | 126                          |
| InfiniBand Quad Rate            | 10,000                        | 1,000                  | - 5 (銅線) - 10,000 (OF) | No            | - 1 - Many                   |
| Thunderbolt 3                   | 40,000                        | 5,000                  | 2                        | 100 W (20 V)  | Many                         |
| Thunderbolt 2                   | 20,000                        | 2,500                  | 3                        | 10 W          | Many                         |
| Thunderbolt (Light Peak)        | 10,000                        | 1,250                  | 3,100                    | 10 W          | Many                         |